# Petrokemija
Петрокемія (хорв. Petrokemija) — хорватська фірма в хімічній галузі промисловості. Заснована 1968 року як філія державної нафтової компанії «INA» під назвою «Завод добрив» (хорв. Tvornica gnojiva). Спеціалізується на виробництві сільськогосподарських добрив. Другий після «INA» найбільший експортер у країні.

## Історія
Розвідані поклади нафти і газу в Мославині і Західній Славонії зумовили 1926 року будівництво заводу технічного вуглецю у Брезине поблизу Липика, де використовувався газ із сусідньої Буявиці. Виробництво сажі в Кутині, призначеної, як і зараз, переважно для гумової промисловості, почалося 1938 року завдяки газу з сусіднього Гойла. 1940 року став до ладу завод вапна, який діяв до 1982 року, а 1955 року збудовано завод глини, який усе ще пропонує широкий спектр товарів для багатьох галузей: від нафтової та харчової промисловості до ливарництва, будівництва та сільського господарства, особливо тваринництва (кормові добавки). Згадані заводи діяли під назвою «Метан» і короткий час як «Завод хімічних виробів». Із 1943 року існував проєкт будівництва заводу мінеральних добрив малої потужності. 1968 року у межах заводу нафтохімічних виробів у східній частині Кутини було збудовано завод мінеральних добрив, найбільший у виробничій системі кутинської нафтохімічної промисловості. Того ж року завод із потужністю 750 тис. тонн увійшов у десятку найбільших у світі. 1 червня 1968 завод мінеральних добрив об'єднався з заводом хімічних виробів (технічний вуглець, вапняк, глинозем). З 1970 року завод під назвою «INA-Petrokemija» став одним із чотирьох новостворених технологічно-функціональних підрозділів компанії «INA». Підприємство наприкінці 90-х приватизоване, а 1998 року зареєстроване як самостійне акціонерне товариство і допущене до котирування на Загребській фондовій біржі, ставши однією з 24 компаній, включених до фондового індексу CROBEX.